# 蓝白龙胆
蓝白龙胆（学名：Gentiana leucomelaena）是龙胆科龙胆属的植物。分布在印度、蒙古、尼泊尔、俄罗斯以及中国大陆的甘肃、新疆、四川、青海、西藏等地，生长于海拔1,940米至5,000米的地区，常生于沼泽地、湿草地、河滩草地、山坡草地、山坡灌丛中、沼泽化草甸和高山草甸，目前尚未由人工引种栽培。